# Ralph Tharayil

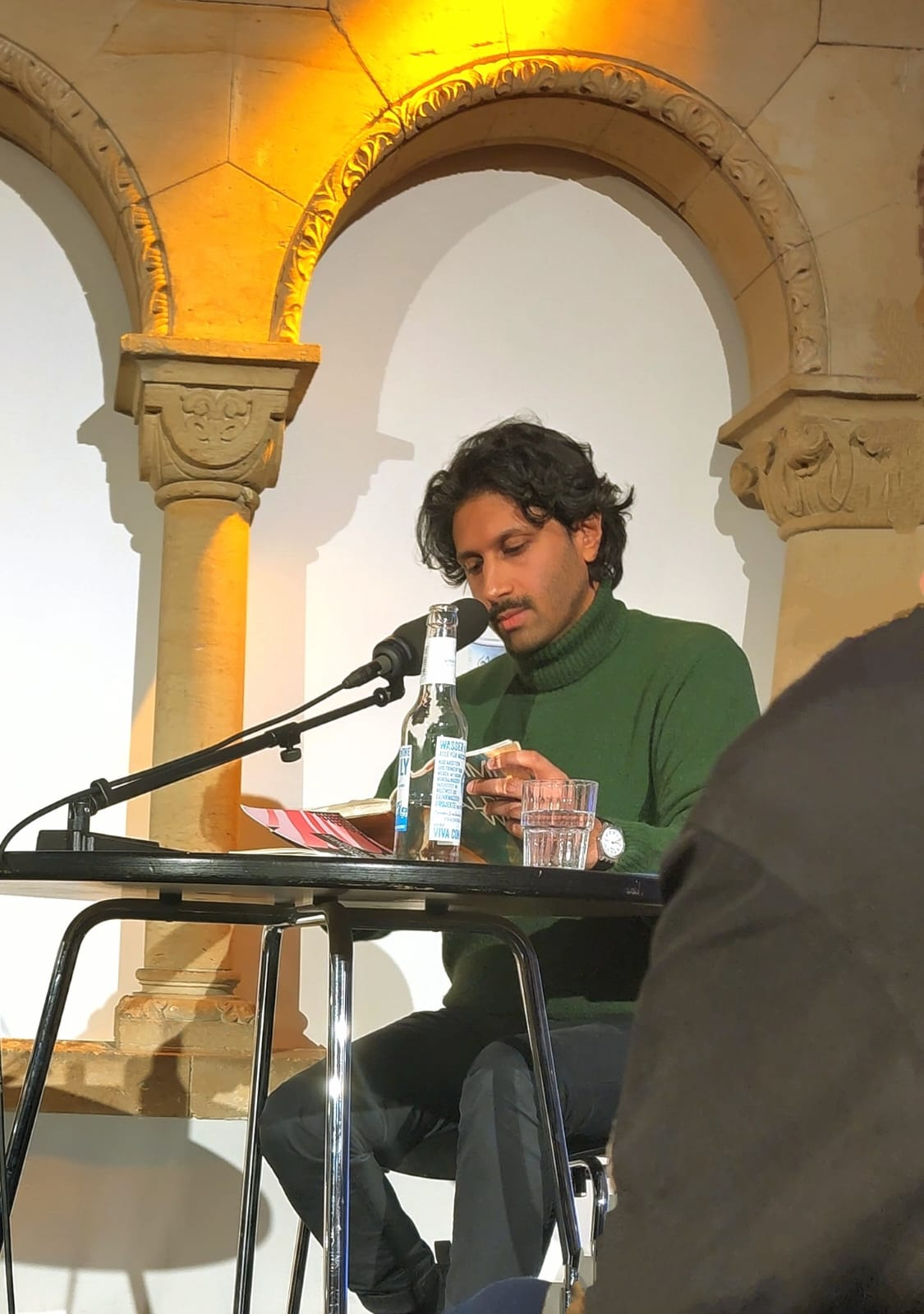
Ralph Tharayil am 10. Dezember 2024 im Literarischen Colloquium Berlin

Ralph Tharayil (* 1986 in der Schweiz) ist ein schweizerischer Schriftsteller, Dichter, Regisseur und Synchronsprecher. Tharayil lebt in Berlin.

## Leben
Ralph Tharayil ist Sohn indischer Eltern. Er studierte an der Universität Basel Geschichte, Medienwissenschaft und Literaturwissenschaft. Während des Studiums war er als Journalist, Autor, Performer und Musiker tätig. In Hamburg war er in einer Werbeagentur Texter. Dort hat er unter anderem für Mercedes-Benz, Eurowings, Astra oder Deutsche Bank Kampagnen, Claims, Radiospots und Filme geschrieben und selber eingesprochen. Im Jahr 2020 gewann er mit dem Videoprojekt Social Score den DOK.digital-Preis beim DOK.fest München.
Sein Debütroman Nimm die Alpen weg erschien 2023 und war unter anderem auf Platz 5 der SWR-Bestenliste. Das Buch wurde mit der Alfred Döblin Medaille ausgezeichnet. Das Buch wurde 2024 von Marin Blülle für Bühnen Bern für das Theater adaptiert.

## Auszeichnungen
- 2024: Terra nova Preis der Schweizerischen Schillerstiftung
- 2023: Alfred Döblin-Medaille
- 2023: Alfred-Döblin-Stipendium
- 2022: Preis für Prosa beim 25. open mike

## Publikationen
- Nimm die Alpen weg. AZUR, Berlin 2023, ISBN 978-3-942375-59-7.
- Die Jesusthese und andere kritische Fabulationen von Maroga, Kopano. Akono, Leipzig 2023, ISBN 978-3-949554-11-7.
- wie das Besteck zu halten ist. In: Herz & Habitus. Hg. v. Christian Dittloff, Paula Fürstenberg. Sukultur, Berlin 2023.
- man sprach von bränden. Videopublikation beim Literaturforum im Brecht-Haus. Berlin 2021.